# Por las Autonomías
Por las Autonomías (en italiano: Per le Autonomie, Aut) es un grupo parlamentario heterogéneo de centroizquierda y originalmente regionalista, que ha estado activo, con nombres ligeramente diferentes y diferente composición, en el Senado italiano desde 2001.

## Historia
El grupo se formó en mayo de 2001 por seis senadores que representaban las norteñas regiones autónomas con estatus especial de Trentino-Alto Adigio/Tirol del Sur (compuesto por dos provincias autónomas, Trentino y Tirol del Sur) y el Valle de Aosta, dos senadores de la Democracia Europea (DE) y senadores de por vida Giulio Andreotti (un demócrata cristiano desde hace mucho tiempo, que también era miembro de DE) y Giovanni Agnelli. Instrumentales en la formación del grupo fueron Helga Thaler Ausserhofer, quien también sirvió como su primer presidente, y Andreotti: los dos formaron una amistad y un fuerte vínculo político, a pesar de sus diferentes antecedentes geográficos y políticos.
Desde entonces, el grupo ha incluido a los partidos regionalistas generalmente afiliados a la coalición centroizquierdista El Olivo (Ulivo) y, más tarde, al Partido Democrático (PD), como el Partido Popular Sudtirolés (SVP), el Partido Autonomista Trentino Tirolés (PATT), la Unión por Trentino (UpT), la Unión Valdostana (UV) y Renovación Valdostana (RV), y la mayoría de los senadores vitalicios, tales como Andreotti (2001-2006, 2008-2013), Agnelli (2001-2003), Francesco Cossiga (2003-2006, 2008-2010), Emilio Colombo (2008-2013), Carlo Rubbia (2013-presente), Elena Cattaneo (2013-presente), Giorgio Napolitano (2015-presente), Carlo Azeglio Ciampi (2015-2016) y Renzo Piano (2015-presente).
En 2006-2008, el grupo sobrevivió gracias a la participación de seis senadores de la potencial PD. En 2008-2013 recibió con beneplácito a la Unión del Centro (UdC), el Movimiento Asociativo Italianos en el Exterior (MAIE) y algunos senadores de centro derecha independientes o de partidos minoritarios; durante ese período parlamentario, el grupo también vio el regreso de Andreotti y Cossiga. En 2013-2018, el grupo recibió especialmente a los senadores del Partido Socialista Italiano (PSI) y, desde 2014, a los de Democracia Solidaria (DeS). Más recientemente, desde 2018, el grupo contó también con Pier Ferdinando Casini (Centristas por Europa-CP), que ha servido continuamente en el Parlamento desde 1983.

## Composición

### 2022–presente
| Partido | Partido                    | Ideología                  | Senadores | Senadores  |
| Partido | Partido                    | Ideología                  | 2022      | Actualidad |
| ------- | -------------------------- | -------------------------- | --------- | ---------- |
|         | Partido Popular Sudtirolés | Regionalismo               | 2         | 2          |
|         | Campobase                  | Regionalismo               | 1         | 1          |
|         | Partido Democrático        | Socialdemocracia           | 1         | 1          |
|         | Sur llama al Norte         | Meridionalismo             | 1         | 0          |
|         | Independientes sin partido | Independientes sin partido | 2         | 2          |
| Total   | Total                      | Total                      | 7         | 6          |

Fuente: Senado de la República

### 2018–2022
| Partido | Partido                    | Ideología                  | Senadores | Senadores |
| Partido | Partido                    | Ideología                  | 2018      | 2022      |
| ------- | -------------------------- | -------------------------- | --------- | --------- |
|         | Partido Popular Sudtirolés | Regionalismo               | 3         | 3         |
|         | Unión Valdostana           | Regionalismo               | 1         | 1         |
|         | Partido Democrático        | Socialdemocracia           | 1         | 1         |
|         | Centristas por Europa–CP   | Centrismo                  | 1         | 1         |
|         | Independientes sin partido | Independientes sin partido | 2         | 2         |
| Total   | Total                      | Total                      | 8         | 8         |

Fuente: Senado de la República
1. ↑  Gianclaudio Bressa, electo con el apoyo del Partido Popular Sudtirolés en la circunscripción de Bolzano.

### 2013–2018
| Partido | Partido                                        | Ideología                  | Senadores | Senadores |
| Partido | Partido                                        | Ideología                  | 2013      | 2018      |
| ------- | ---------------------------------------------- | -------------------------- | --------- | --------- |
|         | Partido Socialista Italiano                    | Socialdemocracia           | 2         | 3         |
|         | Partido Popular Sudtirolés                     | Regionalismo               | 2         | 2         |
|         | Partido Autonomista Trentino Tirolés           | Regionalismo               | 1         | 1         |
|         | Unión por Trentino                             | Regionalismo               | 1         | 1         |
|         | Unión Valdostana                               | Regionalismo               | 1         | 1         |
|         | Partido Democrático                            | Socialdemocracia           | 1         | 1         |
|         | Independientes sin partido                     | Independientes sin partido | 2         | 6         |
|         | Movimiento Asociativo Italianos en el Exterior | Centrismo                  | —         | 1         |
| Total   | Total                                          | Total                      | 10        | 16        |

Fuente: Senado de la República
1. ↑  Francesco Palermo, electo con el apoyo del Partido Popular Sudtirolés en la circunscripción de Bolzano.

### 2008–2013
| Partido | Partido                                        | Ideología                  | Senadores | Senadores |
| Partido | Partido                                        | Ideología                  | 2008      | 2013      |
| ------- | ---------------------------------------------- | -------------------------- | --------- | --------- |
|         | Partido Popular Sudtirolés                     | Regionalismo               | 3         | 3         |
|         | Unión de Centro                                | Democracia cristiana       | 3         | 6         |
|         | Unión Valdostana                               | Regionalismo               | 1         | 1         |
|         | Movimiento Asociativo Italianos en el Exterior | Centrismo                  | 1         | 1         |
|         | Independientes sin partido                     | Independientes sin partido | 3         | 2         |
|         | Hacia el Norte                                 | Regionalismo               | —         | 1         |
|         | Partido Socialista Italiano                    | Socialdemocracia           | —         | 1         |
|         | Partido Republicano Italiano                   | Socioliberalismo           | —         | 1         |
|         | Partido Liberal Italiano                       | Liberalismo                | —         | 1         |
| Total   | Total                                          | Total                      | 11        | 16        |

Fuente: Senado de la República

## Liderazgo
- Presidente: Helga Thaler Ausserhofer (SVP, 2001-2006), Oskar Peterlini (SVP, 2006-2008), Gianpiero D'Alia (UdC, 2008-2013), Karl Zeller (VSVP, 2013-2018), Julia Unterberger (SVP, 2018-presente)